# Zombie (cocktail)

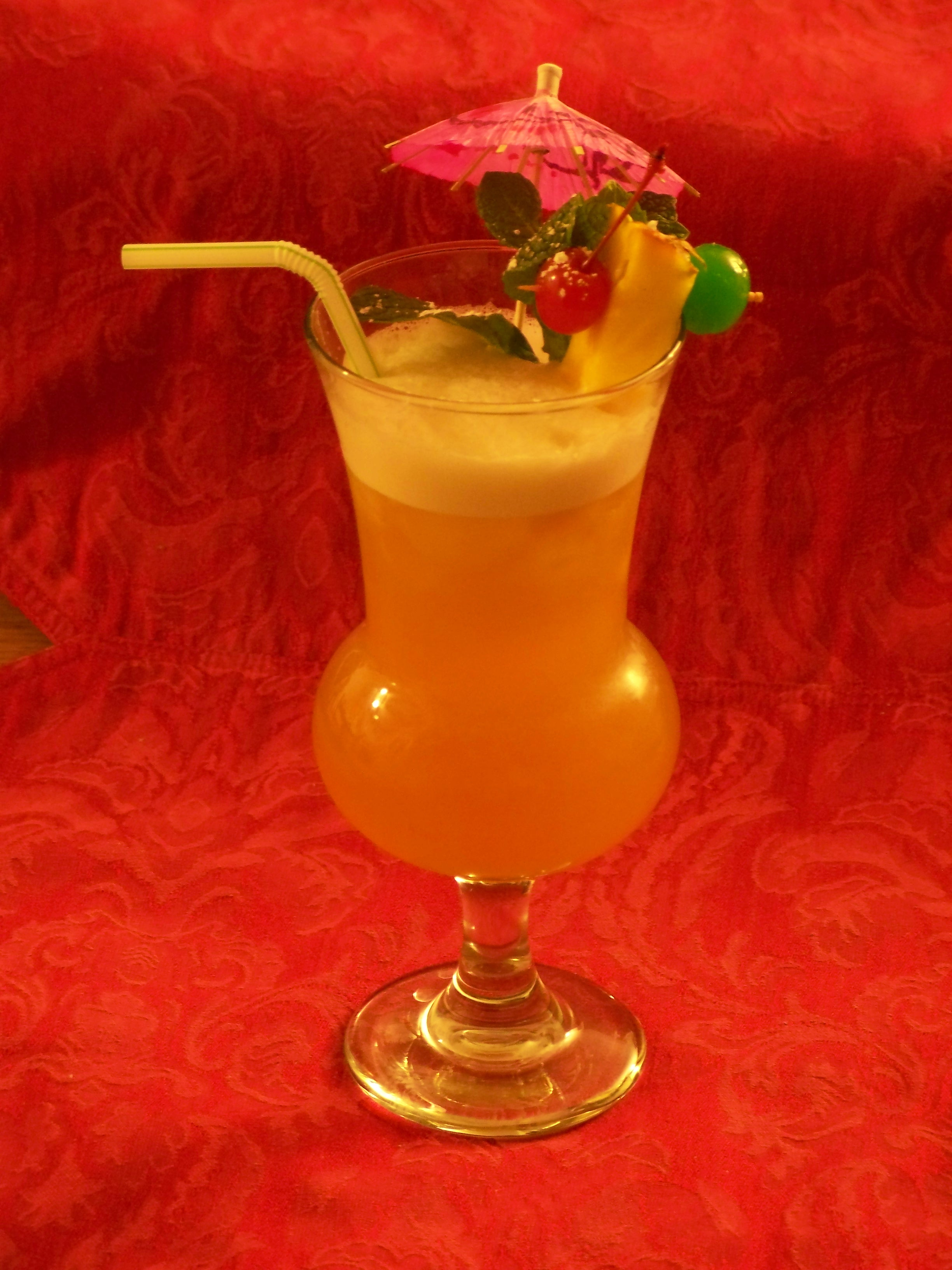
Zombie

De zombie is een fruitcocktail die zowel als long- en shortdrink wordt gedronken.
Er bestaan verschillende recepten waarmee deze klaargemaakt kan worden, maar altijd gaat het om een mengeling van rum, vruchtensap en likeur. Het is een zeer sterke cocktail en de hoeveelheid alcohol staat gelijk aan zeven manhattancocktails.
De zombiecocktail ontstond in de Amerikaanse restaurantketen Don the Beachcomber, die Polynesische themarestaurants en kroegen exploiteerde. De eigenaar, Donn Beach, zou bij een vriend geëxperimenteerd hebben met verschillende cocktailrecepten. Na het drinken van een paar glazen met deze combinatie zou hij zich één of twee dagen een zombie hebben gevoeld.